# Vrede (volksverhaal)
Vrede is een Joods volksverhaal.

## Het verhaal
Chaim is kruier, hij sleept met een zware last en krijgt zijn paar centen. Hij drinkt water bij de fontein en gaat naar de binnenplaats van een huis. Hij roept Chana en ze kijkt naar buiten. Chaim gooit zijn verdienste omhoog, verpakt in een stukje papier, en Chana vangt het op. Ze kan niet weg, ze moet voor een ziek kind zorgen. Chaim loopt verder. 
Op donderdag en vrijdag duurt het gesprek langer. Chana heeft meer geld nodig, vooral voor kaarsen en zalf voor het zieke kind. Het paar heeft een vrolijke sabbat, de koperen kandelaars zijn niet verpand. Chana kan overheerlijke vruchtenkoeken bakken, soms ontbreken ingrediënten door de armoede. Toch smaken haar creaties altijd heerlijk. Chana vertelt dat Chaim een goede man is, ze hoopt samen met hem oud te worden. Chaim gaat na het middagslaapje naar de synagoge. Een Rabbi bestudeert met de eenvoudige mensen het Alsjechcommentaar. 
Als verteld wordt over de hel en het paradijs, wordt iedereen echt wakker. Chaim hoort over Leviathan, de oeros en engelen. Op een dag gaat Chaim naar de Rabbi en vraagt hoe hij in het paradijs kan komen. De Rabbi vertelt het commentaar op de Talmoed te lezen, al is het maar de Spreuken der Vaderen. Chaim zegt dat hij dit niet kan. De Rabbi zegt dan psalmen op te zeggen, maar Chaim zegt hier geen tijd voor te hebben. De Rabbi zegt ernstig te bidden, maar Chaim zegt dat hij niet begrijpt wat hij bidt. De Rabbi vraagt wat hij doet en Chaim zegt kruier te zijn. 
De Rabbi zegt dan dat Chaim elke avond een paar kannen water naar de leerschool moet brengen. Chaim vraagt dan over zijn vrouw en de Rabbi zegt dat als een man in een stoel in het paradijs zit, zijn vrouw het voetenbankje is. Thuisgekomen begint Chaim te huilen tijdens het gebed 'God van Abraham'. Hij wil niet dat Chana zijn voetenbankje is, ze zullen samen op één stoel zitten. 

## Achtergronden
- Zie ook jodendom en sjabbat